# Марі Колвін
Марі Кетрін Колвін (англ. Marie Catherine Colvin, 12 січня 1956 — 22 лютого 2012) — американська журналістка, закордонна кореспондентка британської газети The Sunday Times з 1985 року до загибелі під час висвітлення облоги Хомса в Сирії.
Після її смерті Університет Стоні-Брук заснував на її честь Центр міжнародних репортажів Марі Колвін. Її родина також заснувала Меморіальний фонд Марі Колвін через Фундацію громади Лонг-Айленда, який прагне робити пожертви від імені Марі на вшанування її гуманітаризму.
У липні 2016 року адвокати, які представляють родину Колвін, подали цивільний позов проти уряду Сирійської Арабської Республіки, стверджуючи, що вони отримали докази того, що сирійський уряд безпосередньо замовив її вбивство. У вердикті початку 2019 року суддя визнав сирійський уряд винним у її вбивстві, присудивши родині Колвін 302 мільйони доларів США відшкодування збитків.
У 2018 році вийшов фільм «Приватна війна», заснований на житті Колвін, над яким працювали режисер Метью Гейнеман, сценарист Араш Амель і Розамунд Пайк у ролі Колвін; фільм базується на статті Марі Бреннер «Приватна війна Марі Колвін», надрукованій 2012 року у журналі Vanity Fair. Під час інтерв'ю у 2021 році Кріс Терріо, який написав сценарій фільму «Бетмен проти Супермена: На зорі справедливості», заявив, що історія Лоїс Лейн у фільмі створена під впливом історії Колвін.

## Подальше читання
- Conroy, Paul (8 жовтня 2013). Under the Wire: Marie Colvin's Final Assignment. Hachette Books. с. 344. ISBN 9781602862364.
- Leith, Denise (2004). Bearing Witness: The Lives of War Correspondents and Photojournalists. Random House Australia. с. 92f. ISBN 1-74051-260-X.
- Mills, Eleanor (2005). Marie Colvin, 1957–. Cupcakes and Kalashnikovs: 100 Years of the Best Journalism by Women. London, UK: Constable. с. 152f. ISBN 1-84529-165-4.
- On the Front Line: The Collected Journalism of Marie Colvin. HarperCollins Publishers, ISBN 9780007487967
- Hilsum, Lindsey (2018). In Extremis: The Life and Death of the War Correspondent Marie Colvin. Farrar, Straus & Giroux. с. 400. ISBN 9780374175597.